# 白泉站
白泉站，位于中华人民共和国吉林省辽源市东辽县，是四梅铁路、辽长铁路上的火车站，建于1935年。

## 业务办理
办理旅客乘降，行李，包裹托运业务。货运办理整车货物到发。

## 外部連結
- 中国铁路客户服务中心 （页面存档备份，存于）